# Scotogramma quercii
Scotogramma quercii là một loài bướm đêm trong họ Noctuidae.